# Cap del Boix
El Cap del Boix és una muntanya de 2.047 metres que es troba al municipi de les Valls de Valira, a la comarca catalana de l'Alt Urgell.